# Nilometer von Roda

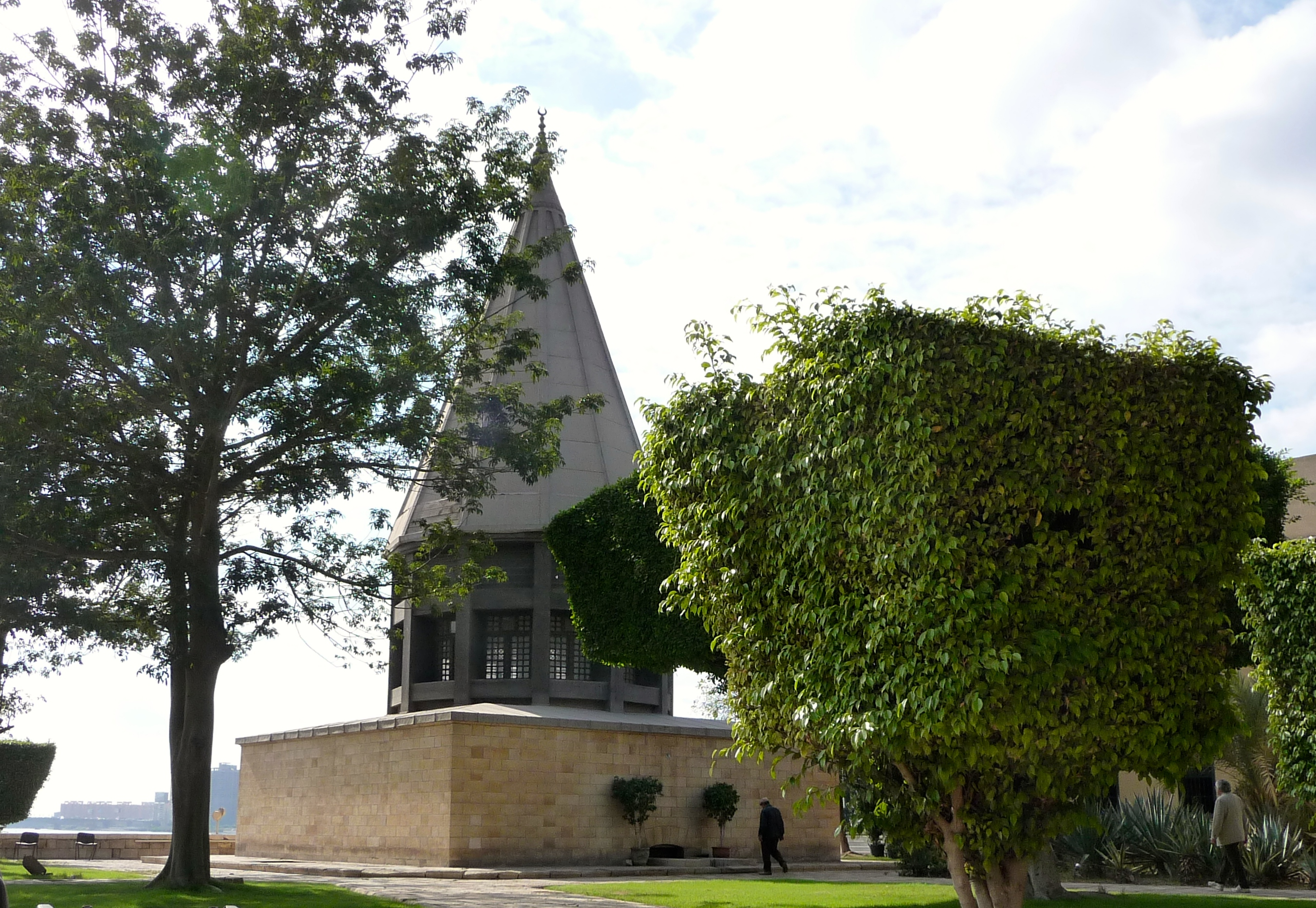
Außenansicht des Nilometer auf der Nilinsel Roda in Kairo

Der Nilometer von Roda gilt als bedeutendster Nilometer aus islamischer Zeit und wurde unter der Ägide des Umayyadenkalifen Sulaiman Ibn Abd al-Malik 715/716 auf der Südspitze der Insel Roda in Kairo errichtet. Nach Zerstörung durch ein Hochwasser erfolgte durch den abbasidischen Kalifen al-Mutawakkil 861 der Neuaufbau.

## Bautypus
Ein Nilometer ist ein Wasserstandmesser. Im Alten Ägypten dienten Nilometer hauptsächlich dazu, während der Überflutungszeit, der sogenannten Nilschwemme, über die Höhe des Wasserstands die beste Zeit für das Ausbringen der nächsten Aussaat zu ermitteln, denn nach dem Rückgang des Wassers ca. September bis Oktober war im Überschwemmungsgebiet außergewöhnlich fruchtbarer schwarzer Schlick zurückgeblieben. Gleichzeitig erlaubten bestimmte Marken von Höchst- und Niedrigwasserständen rechtzeitig vor zu erwartenden Hungersnöten zu warnen.
Die Möglichkeit, das Volumen der kommenden Überschwemmung vorherzusagen, war Teil der Mystik der alten ägyptischen Priesterschaft.
Das einfachste Konstruktionsdesign ist eine vertikale Säule, die in den  Fluss eingetaucht. Marken oder Kerben in gleichmäßigen Abständen zeigen die Tiefe des Wassers an. Diesem Konstruktionsprinzip folgt, wenn auch in einem aufwendigen und kunstvollen Steingebäude untergebracht, der Nilometer auf der Insel Roda im Zentrum von Kairo.

## Beschreibung
Das Gebäude besteht aus einem im oberen Teil quadratischen, im unteren runden Schacht, in dessen Mitte früher eine Säule stand und heute ein Pfeiler aufragt, der oben von einem Balken gestützt wird. Dieser Pfeiler trug die Markierungen für den Nilstand. An den Seitenwänden, die der Architekt Ahmad Ibn Muhammad al-Chasib kunstvoll mit Koraninschriften verziert hat, führt eine Treppe hinunter. Durch einen waagerechten Kanal, der regelmäßig vom Schlamm befreit werden musste, war der Schacht mit dem Nil verbunden.

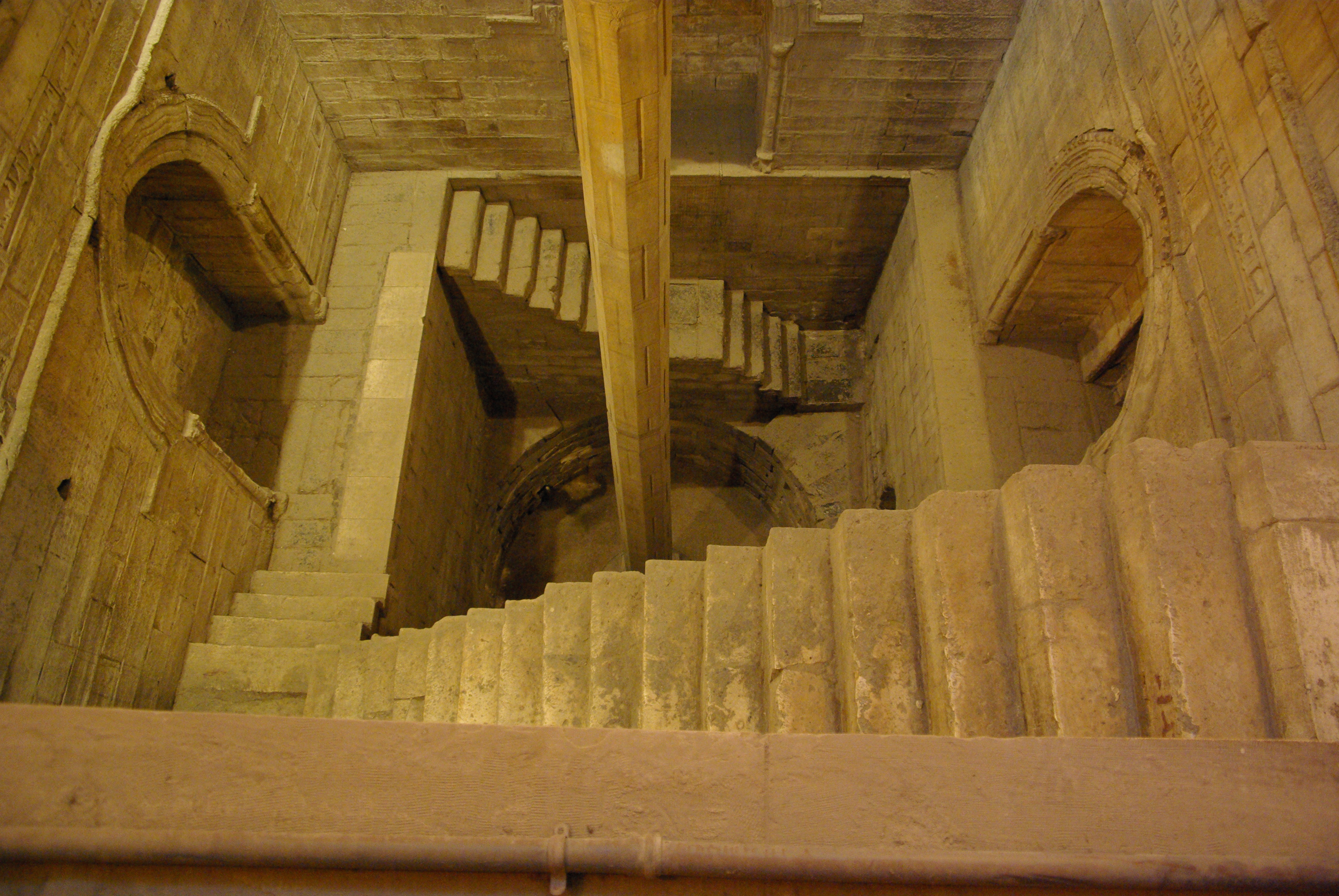
Der Nilometer von Roda
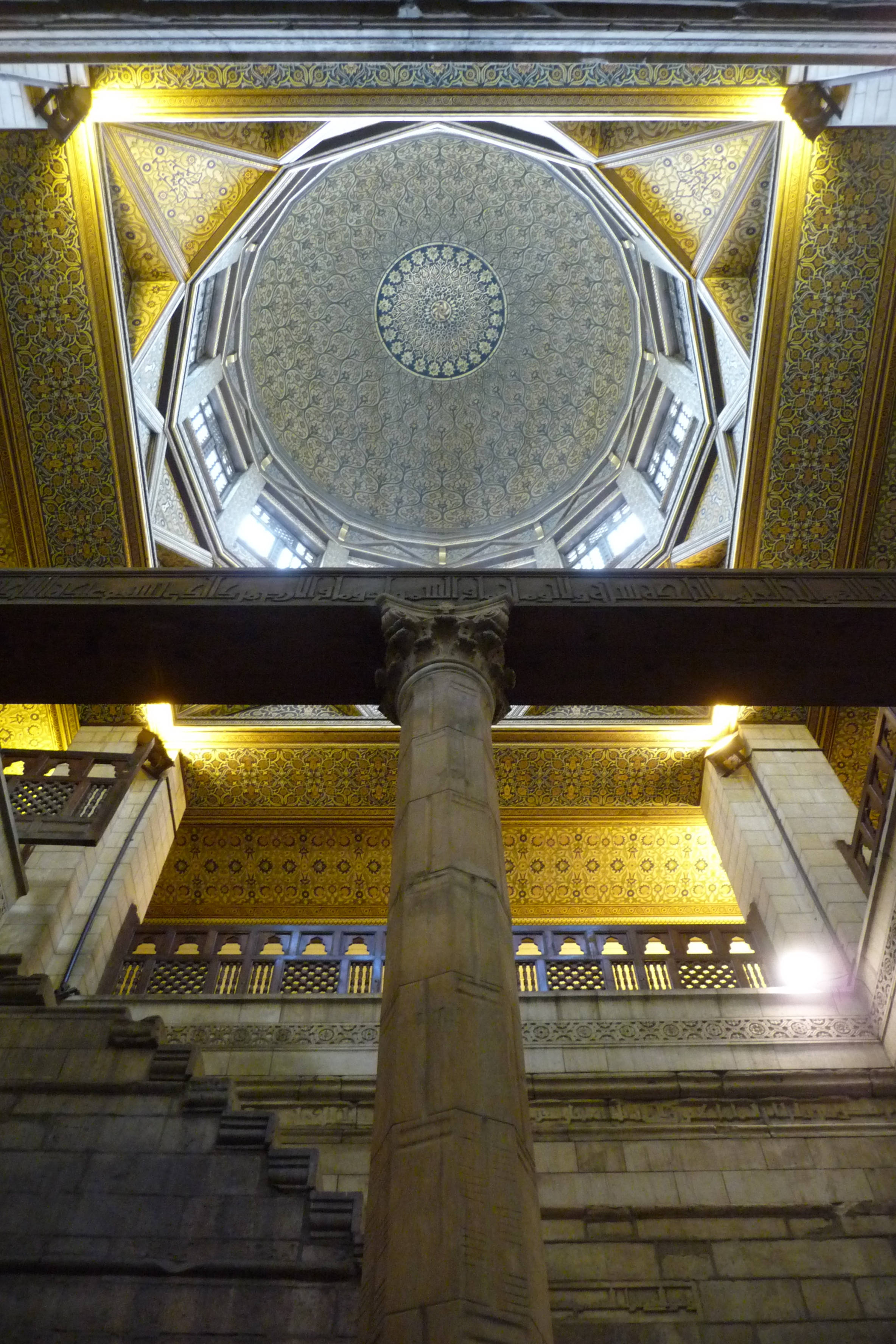
Blick in die Kuppel im Nilometer auf der Nilinsel  Roda in Kairo
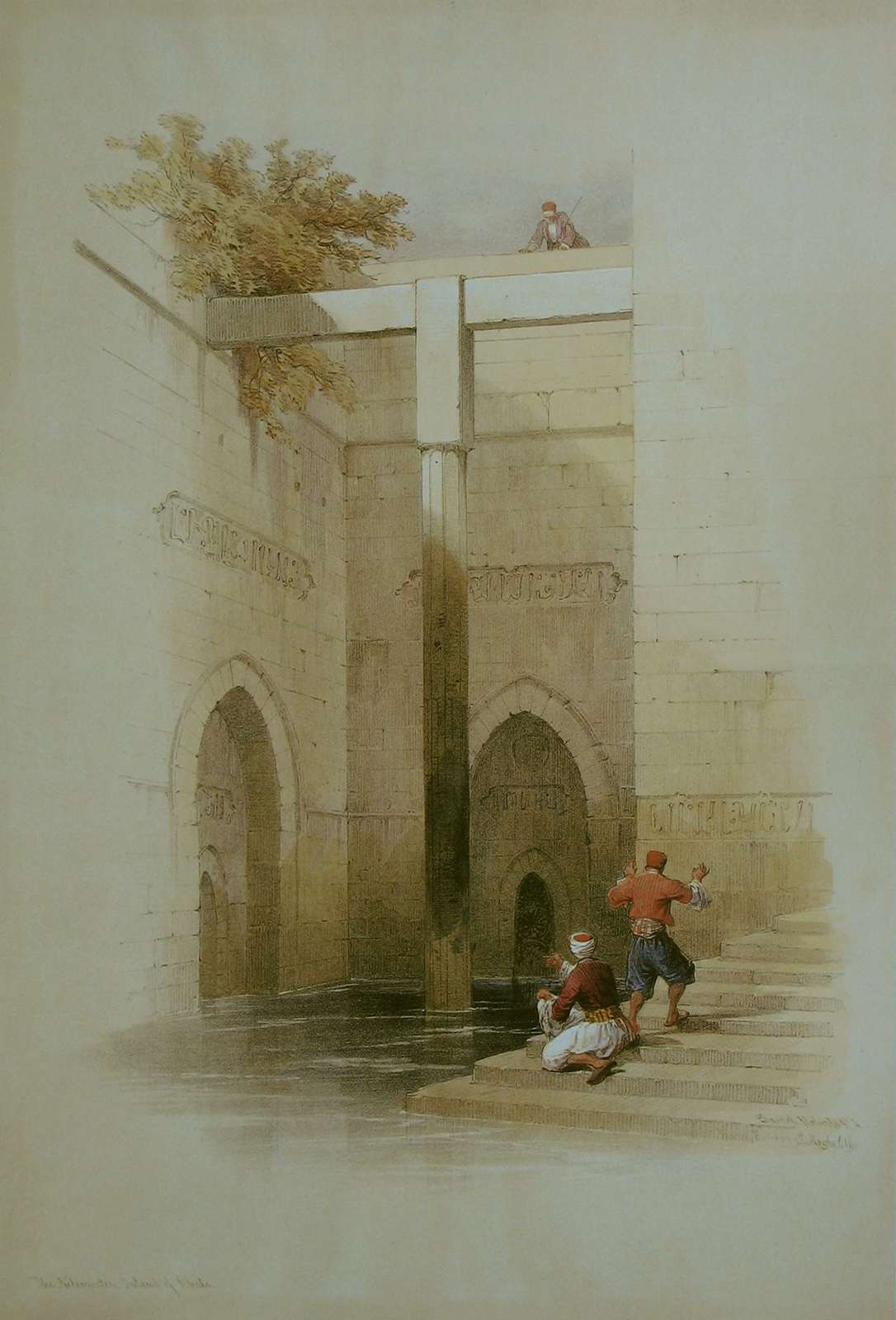
Nilometer von Roda, Kairo. Lithographie von David Roberts 1840

## Geschichte
Bereits vor 715 gab es Nilometer in der Gegend von Kairo, kontinuierliche Zeitreihen von Pegelständen sind ab 622 überliefert. Ein Nilometer lag wahrscheinlich auf der dem alten Kairo gegenüberliegenden, westlichen Nilseite nahe der Insel Roda, ein weiteres war bis zur arabischen Eroberung der Stadt 640 in einem römischen Kastell am Ostufer in Betrieb.
Während auch nach der islamischen Eroberung Ägypten noch lange Jahre koptische Christen das Amt des qayas (Pegelwärter) innehatten, wurde das Amt beim Neubau einem Muslim namens Abdallah Ibn ar-Raddad übertragen, in dessen Familie sich das Amt bis ins 20. Jahrhundert weitervererbte.
Neben der Pflege des Gebäudes und der regelmäßigen Reinigung des Kanals war die wichtigste Obliegenheit des qayas das Ablesen des Nilometers. Nachdem zunächst der Nilstand öffentlich verkündet worden war, verbot der Fatimidenkalif al-Mu'izz 973 diese Praxis aus Sorge vor Unruhen. Der Pegelwärter erstattete nunmehr nur noch dem Kalifen und dem Wesir Bericht. Erst wenn die Nilflut eine Höhe erreicht hatte, bei der keine Hungersnot mehr zu befürchten war, erfolgte eine öffentliche Bekanntgabe. So sollten Hamsterkäufe und Preissteigerungen verhindert werden, die eintraten, falls die Nilflut einmal zu tief auszufallen drohte.
Mit dem Erreichen einer Nilfluthöhe von 16 Ellen begannen zeremonielle Feierlichkeiten. An diesem Tag begab sich der Kalif in feierlicher Prozession zum Nilometer und verrichtete am Schacht das Gebet. Anschließend mischte er eigenhändig Safran und Moschus, mit denen der Pegelwärter sich nun in den Schacht hinunterließ und die Säule salbte.
Am Folgetag erhielt der Pegelwärter vom Kalifen im Palast ein golddurchwirktes Ehrengewand und zog, von Trommlern, Trompetern und seiner ganzen Sippe begleitet, durch Kairo wieder zurück zum Nilometer.